# Темне (народ)
Темне́ (тимне, тимене, тимманее, атемне (самоназвание)) — народ, проживающий в Сьерра-Леоне, между реками Рокел и Малый Скарсис, а также в округе Фритауна. Численность составляет более 1,3 млн человек. Среди северных темне (санда) и южных (йони), выделяются две небольшие этнографические группы — кхолифа и кунике. Народ говорит на языке темне, входящего в атлантическую группу нигеро-кордофанской семьи. Имеет несколько диалектов: кунике (восточный и западный), бомбали и йони. Основой письменности является латинская графика с начала XX века.

## Общество
По преданиям, переселились темне с Фута-Джалона в начале XVII века. К темне близки такие народы, как буллом, налу, кисси, бага, лимба и ландума. Темне испытали сильное влияние народов манде, например, названия родов, ставшие фамилиями, заимствованы у манде. В докалониальный период создали 44 вождества, во главе которых стояли баи (сакральные вожди) и советы из глав большесемейных общин. Существовали патрилинейные роды (абуна) и тайные союзы (мужские — Поро, Кофо и Рангбенле; женские — Кинки, Бунду, Куре, Рамена, Кинки). Брачное поселение вирилокальное, практикуются полигиния, сорорат, левират, покупной брак.

## Культура
Тропическое ручное земледелие (рис, просо, сорго, кукуруза, арахис, маниок, орехи кола, масличная пальма и др.), развод мелкого рогатого скота и домашней птицы — главные занятия народа темне. Женщины заняты речным рыболовством, а мужчины традиционным ремеслом — ткачеством и кузнечным делом. Распространено отходничество на плантации кофе и какао, а также в горнопромышленные центры (рудники по добыче железной руды в городе Марампа и др.). Жилища возводятся на глиняных цоколях, имеют круглую или прямоугольную форму, с плетёными или сложенными из глины стенами, крыши обычно покрыты листьями пальм либо черепицей, иногда железом. Крупные сельские поселения, расположенные на холмах, возле дорог и рек. Традиционная одежда состоит из куска пёстрой ткани, обёрнутого вокруг тела, и набедренной повязки. Также есть современная одежда европейского покроя. Традиционная еда — похлёбки, рисовая каша, сдобренные растительным маслом, овощами и специями. Народное прикладное искусство представлено изделиями из дерева и слоновой кости, деревянными скульптурами, разнообразными масками. Темне имеют богатый музыкальный и танцевальный фольклор.

## Религия
Значительная часть темне — христиане (католики и протестанты), есть мусульмане-сунниты, однако большинство темне придерживается традиционных верований. Среди них — культы предков и сил природы, есть представление о высшем божестве Куру (Курумасаба), распространена вера в ведовство и магию.